# Le Villey
Le Villey és un municipi francès situat al departament del Jura i a la regió de Borgonya - Franc Comtat. L'any 2007 tenia 74 habitants.

## Demografia

### Població
El 2007 la població de fet de Le Villey era de 74 persones. Hi havia 32 famílies de les quals 8 eren unipersonals (4 homes vivint sols i 4 dones vivint soles), 12 parelles sense fills, 8 parelles amb fills i 4 famílies monoparentals amb fills.
La població ha evolucionat segons el següent gràfic:
Habitants censats

### Habitatges
El 2007 hi havia 48 habitatges, 35 eren l'habitatge principal de la família, 7 eren segones residències i 6 estaven desocupats. 47 eren cases i 1 era un apartament. Dels 35 habitatges principals, 32 estaven ocupats pels seus propietaris, 2 estaven llogats i ocupats pels llogaters i 1 estava cedit a títol gratuït; 2 tenien dues cambres, 7 en tenien tres, 19 en tenien quatre i 7 en tenien cinc o més. 27 habitatges disposaven pel capbaix d'una plaça de pàrquing. A 14 habitatges hi havia un automòbil i a 15 n'hi havia dos o més.

### Piràmide de població
La piràmide de població per edats i sexe el 2009 era:
| Homes | Edats   | Dones |
| ----- | ------- | ----- |
| 0     | 95 o +  | 0     |
| 0     | 90 a 94 | 0     |
| 0     | 85 a 89 | 4     |
| 0     | 80 a 84 | 0     |
| 8     | 75 a 79 | 0     |
| 0     | 70 a 74 | 4     |
| 0     | 65 a 69 | 4     |
| 8     | 60 a 64 | 4     |
| 4     | 55 a 59 | 4     |
| 4     | 50 a 54 | 8     |
| 0     | 45 a 49 | 0     |
| 8     | 40 a 44 | 0     |
| 0     | 35 a 39 | 8     |
| 0     | 30 a 34 | 0     |
| 8     | 25 a 29 | 8     |
| 4     | 20 a 24 | 0     |
| 8     | 15 a 19 | 4     |
| 4     | 10 a 14 | 0     |
| 4     | 5 a 9   | 0     |
| 8     | 0 a 4   | 0     |

## Economia
El 2007 la població en edat de treballar era de 49 persones, 32 eren actives i 17 eren inactives. De les 32 persones actives 30 estaven ocupades (18 homes i 12 dones) i 2 estaven aturades (1 home i 1 dona). De les 17 persones inactives 9 estaven jubilades, 1 estava estudiant i 7 estaven classificades com a «altres inactius».
Activitats econòmiques
Dels 5 establiments que hi havia el 2007, 2 eren d'empreses de construcció, 2 d'empreses de comerç i reparació d'automòbils i 1 d'una empresa de transport.
Els 2 serveis als particulars que hi havia el 2009 eren electricistes.
L'any 2000 a Le Villey hi havia 6 explotacions agrícoles que ocupaven un total de 315 hectàrees.

## Poblacions més properes
El següent diagrama mostra les poblacions més properes.